# Philipp Lichtenberg
Philipp Lichtenberg (Koblenz-Moselweiß, 9 de setembro de 1909 - 14 de Dezembro de 1993) foi um oficial da Kriegsmarine durante a Segunda Guerra Mundial, chegando a ser condecorado com a Cruz de Cavaleiro da Cruz de Ferro.

## História
Philipp Lichtenberg começou a sua carreira militar no Mês de Abril de 1928 ao entrar para a Reichsmarine.
Serviu durante anos em submarinos de torpedos e minesweepers. Quando o primeiro U-boat foi comicionado, isso já no verão de 1935, ele se tornou Maschinenmaat no U-10. Sendo assim, ele foi um dos poucos homens a servir por dez anos na força U-boat.
A sua primeira patrulha de guerra ocorreu a bordo do U-18, sendo nesta época um Obermaschinist. No ano de 1941 acabou se tornando um oficial e serviu por 8 meses como engenheiro chefe (LI) no U-652.
Mais tarde acabou se tornando o treinador oficial do 22nd flotilla, e mais tarde, no mês de Maio de 1943 se tornou LI no U-516.
Com o termino da Segunda Guerra Mundial, acabou se tornando prisioneiro de guerra britânico, onde permaneceu por dez meses até ser liberado.
A partir do ano de 1956 ele passou a atuar na nova Bundesmarine onde permaneceu em diversas posições de staff. Se retirou do serviço ativo no ano de 1964 como sendo Fregattenkapitän com a Cruz Federal de Mérito (Bundesverdienstkreuz).

## Carreira em U-boat
| U-10  | IIB  | Maschinenmaat                        | 09.35 - 03.36 |
| U-16  | IIB  | Maschinenmaat                        | 02.37 - 10.37 |
| U-18  | IIB  | Obermaschinist, 6 patrulhas, 77 dias | 10.37 - 06.40 |
| U-96  | VIIC | LI                                   | 10.40 - 11.40 |
| U-652 | VIIC | LI; 5 patrulhas, 96 dias             | 04.41 - 12.41 |
| U-37  | IX   | LI                                   | 04.42 - 03.43 |
| U-516 | IXC  | LI; 4 patrulhas, 386 dias            | 05.43 - 05.45 |

## Condecorações
- 23 de novembro de 1939 : Ubootskriegsabzeichen 1939
- 23 de novembro de 1939 : Cruz de Ferro 2ª Classe
- 11 de novembro de 1941 : Cruz de Ferro 1ª Classe
- 25 de março de 1944 : Cruz Germânica em Ouro
- ?? ?? ???? : U-Bootsfrontspange
- 31 de março de 1945 : Cruz de Cavaleiro da Cruz de Ferro[1]

## Patentes
- 1 de abril de 1930 Oberheizer
- 1 de novembro de 1932 Maschinenmaat
- 1 de novembro de 1934 Obermaschinenmaat
- 1 de março de 1937 Obermaschinist
- 1 de março de 1940 Stabsobermaschinist
- 8 de outubro de 1940 Oberfähnrich (Ing.)
- 1 de janeiro de 1941 Leutnant (Ing.) (-35-)
- 1 de novembro de 1941 Oberleutnant (Ing.) (-50-)
- 1 de outubro de 1944 Kapitänleutnant (Ing.)